# ボーコー

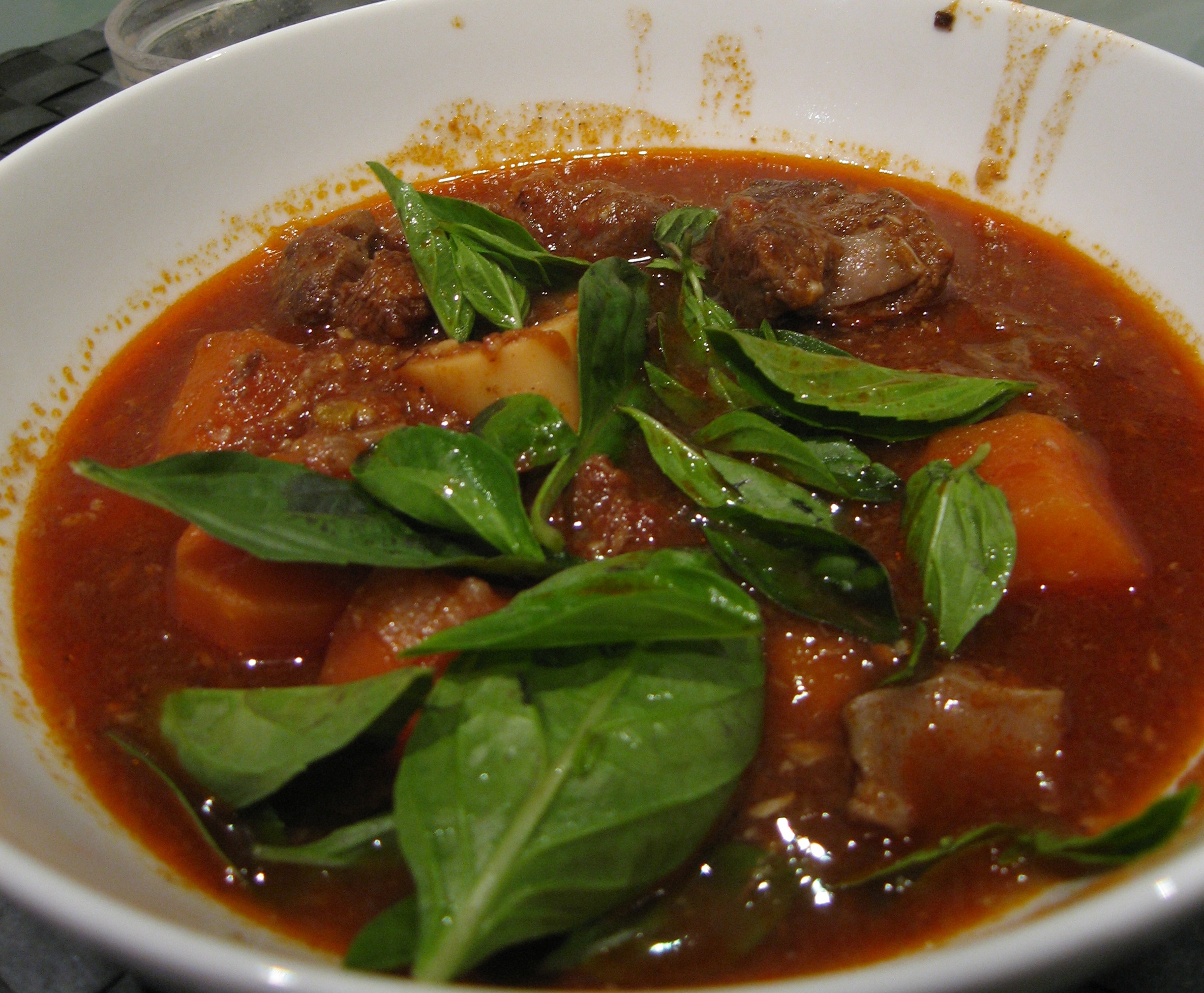
ボーコーの例

ボーコー（ベトナム語: Bò Kho）は、ベトナム料理。牛肉の煮込み料理であり、日本では「ベトナム風ビーフシチュー」と説明されることもある。

## 概要
ホーチミン市の名物料理である。
「牛肉（Bò）」を「煮込んだ（Kho）」料理であり、名称の由来となっている。
牛肉、ニンジン、タマネギ、ジャガイモなどをショウガ、八角、シナモン、カルダモン、レモングラスなどで煮込んだ料理。
日本のビーフシチューと比べるとスープがさらりとしており、フォーを入れてフォーボーコー（Phở Bò Kho）としても食されている。